# Водосборен басейн
В хидрологията под водосборен басейн или водосборна област се разбира територията, от която река, езеро, море, океан или друга акватория, събира своите води. Всяка река, малка или голяма, има свой водосборен басейн. Площта на водосборния басейн е територията, разположена между обграждащите го речни вододели. Водосборният басейн на река включва всички нейни притоци, притоци на нейните притоци и т.н., а за езеро, море или океан включва територията, от която се стичат повърхностно или подземно води от сушата. Извънредно редки са случаите когато част от водите на един речен басейн преминават към водите на друг речен басейн. Това явление се нарича бифуркация. Типичен пример за бифуркация представлява река Касикияре, която свързва басейна на река Ориноко с басейна на река Амазонка. Има и други случаи на бифуркация, когато на самия вододел се намират езера или блата, чиито води се оттичат едновременно в два речни басейна.
Границите на водосборните басейни са сравнително лесни за определяне при добре изразен релеф и водоплътни скали в геоложката основа. При малки разлики в надморската височина, например в крайбрежните блата около притоците на Амазонка или Ориноко, вододелите са трудноопределими, а често и променливи във времето. При водопропусклива скална основа, като пясъци или карст, повърхностния релеф не отразява границите на водосборния басейн, който зависи от движението на подземните води.
Повечето от реките изливат водите си в Световния океан. В централните райони на Азия, Австралия, Африка и други части на Земята има реки, чиито води във вътрешни затворени басейни, които нямат никаква връзка със Световния океан. Това са т.нар. безотточни басейни или безотточни области. Такива големи безотточни области са Каспийско море, аралско море, езерото Балхаш, езерото Лобнор, вътрешноавстралийските езера, езерото чад и др. Те могат да бъдат сложно преплетени с водосборните басейни на големи реки, като Нил или Нигер, чиято площ по тази причина може да бъде определена само приблизително. Изчислено е, че около 22% от сушата принадлежи на безотточните басейни.
| Условни обозначения                                               | Условни обозначения                            | Условни обозначения                                           |
| ----------------------------------------------------------------- | ---------------------------------------------- | ------------------------------------------------------------- |
| Басейн Атлантически океан Басейн Тихи океан Басейн Индийски океан | Басейн Северен ледовит океан Басейн Южен океан | Басейн Средиземно море Басейн Карибско море Безотточна област |

Площта на водосборните басейни се измерва в km², а дължината на реките – в km. Отношението между дължината на всички реки в един речен басейн към неговата площ представлява гъстотата на речната мрежа. Например водосборният басейн на река Москва се равнява на 17 530 km², а дължината на речната ѝ мрежа – на 5080 km. Като разделим 5080 на 17 530 km², получаваме коефициента на речната мрежа, равен на 0,29. На Земята има 14 реки, чиито водосборни басейни са с площ над 1 млн.km².
- Амазонка 7 050 000
- Конго 3 690 000
- Мисисипи 3 275 000
- Парана 2 880 000
- Нил 2 842 000
- Енисей 2 707 000
- Об 2 425 000
- Лена 2 418 000
- Нигер 2 092 000
- Амур 1 843 000
- Яндзъ 1 808 000
- Маккензи 1 766 000
- Волга 1 380 000
- Ганг 1 060 000